# T-kötés (faipar)
A T-kötéseket két merőleges elem összekapcsolásakor használjuk. Ahogy a T betű alakja mutatja, az egyik elem végét illesztjük a másik elemhez. A T-kötések a keretkötések egyik csoportját adják.

## Fajtái
- T-kötés vésett csappal: Akkor szükséges, ha a keretbe merevítőbordákat, vagy keretosztást készítünk. Nagy szilárdsága miatt ez a leggyakoribb összeépítési mód. Az elkészített csap lehet fészkes, vagy átmenő. A belső él a sarokkötésekhez hasonlóan lehet árkolt, aljazott, vagy profilozott.

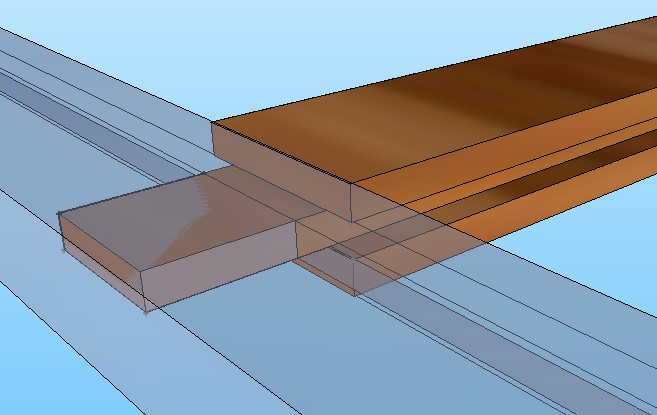
T kötés vésett csappal, (fészkes, árkolt)

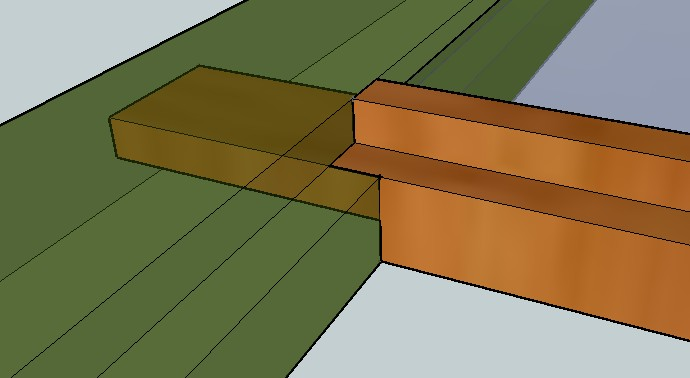
T kötés vésett csappal, egyharmad aljazással (átmenő)

- T alakú kötés rálapolással: Kis szilárdságú kötés, csak olyan helyeken jó, ahol nincs kitéve igénybevételnek.
- T-kötés lamellócsappal: Ilyenkor a keretbe a borda idegen csappal van beleillesztve.